# Kalle Koblet
Kalle Koblet (* 17. August 1997 in Winterthur) ist ein Schweizer Snowboardcross-Fahrer. Er wurde 2017 Junioren-Weltmeister und nahm an den Olympischen Spielen 2018 und 2022 teil. 2023 konnte er seinen ersten Weltcupsieg feiern.

## Werdegang
Sein Debüt im Snowboard-Weltcup bestritt der aus dem Winterthurer Stadtteil Seen stammende Snowboardfahrer im Dezember 2015 in Montafon, wo er gleich auf dem 15. Platz abschloss. Auch in den zwei darauffolgenden Rennen qualifizierte er sich jeweils für die Achtelfinals der besten 48 Fahrer – eine Leistung, die gemäss seinem Trainer noch kein Schweizer vor ihm erreicht hatte. Als Mitglied des B-Kaders bestritt er jedoch die Weltcuprennen in Russland und Spanien nicht, ansonsten war er auf Einladung hin vertreten. An den Snowboard-Juniorenweltmeisterschaften 2016 Ende März konnte er zusammen mit Jérôme Lymann Gold im Teamwettbewerb holen, im Einzelwettbewerb wurde er 25. An seinen ersten Schweizer Meisterschaften im Februar 2016 holte er hinter Lymann Silber, nachdem es im Vorjahr keine Ausmarchung im Snowboardcross gegeben hatte. In der darauffolgenden Saison war Koblet bereits Teil des Weltcupteams und bestritt folglich alle Rennen, fuhr jedoch nur einmal unter die Top 18 – im Gegensatz zur letzten Saison, als er dies dreimal erreichte. Koblet erklärte dies dadurch, dass er nun schneller fahre und dadurch nicht mehr so gut von Stürzen im Feld profitieren konnte. Bei seinen letzten Juniorenweltmeisterschaften in der gleichen Saison vermochte er jedoch zu überzeugen und wurde Juniorenweltmeister im Einzelwettbewerb. Bei den Schweizer Meisterschaften 2017 gewann er Bronze.
Dank Erfüllen der B-Limite wurde Koblet Ende Januar 2018 für die Teilnahme an den Olympischen Winterspielen in Pyeongchang selektioniert. Dort belegte er den 18. Platz. Bei den Snowboard-Weltmeisterschaften 2019 errang er den 31. Platz im Einzel und den achten Platz im Teamwettbewerb. In der Saison 2020/21 erreichte er in Bakuriani mit dem zweiten Platz seine erste Podestplatzierung im Weltcup und zum Saisonende den achten Platz im Snowboardcross-Weltcup. Beim Saisonhöhepunkt, den Snowboard-Weltmeisterschaften 2021, fuhr er auf den 13. Platz im Einzel und auf den neunten Rang im Teamwettbewerb. In der Saison 2021/22 kam er mit Platz drei auf der Reiteralm auf den 18. Platz im Snowboardcross-Weltcup und bei den Olympischen Winterspielen 2022 in Peking auf den 23. Platz im Einzel sowie auf den siebten Rang im Teamwettbewerb. Im März 2022 wurde er Schweizer Meister. Im Februar 2023 wurde er zum Winterthurer Sportler des Jahres gekürt und zwei Wochen später konnte er am 12. März im spanischen Sierra Nevada seinen ersten Weltcupsieg feiern – den ersten FIS-Weltcupsieg eines Winterthurers überhaupt.

## Teilnahmen an Weltmeisterschaften und Olympischen Winterspielen

### Olympische Winterspiele
- 2018 Pyeongchang: 18. Platz Snowboardcross
- 2022 Peking: 7. Platz Snowboardcross Team, 23. Platz Snowboardcross

### Snowboard-Weltmeisterschaften
- 2017 Sierra Nevada: 43. Platz Snowboardcross
- 2019 Park City: 8. Platz Snowboardcross Team, 31. Platz Snowboardcross
- 2021 Idre: 9. Platz Snowboardcross Team, 13. Platz Snowboardcross
- 2023 Bakuriani: 6. Platz Snowboardcross Team, 17. Platz Snowboardcross

## Weltcupsiege und Weltcup-Gesamtplatzierungen

### Weltcupsiege
| Nr. | Datum         | Ort           |
| --- | ------------- | ------------- |
| 1.  | 12. März 2023 | Sierra Nevada |

### Weltcup-Gesamtplatzierungen
| Saison  | Platz | Punkte |
| ------- | ----- | ------ |
| 2015/16 | 35.   | 505,8  |
| 2016/17 | 32.   | 472,4  |
| 2017/18 | 34.   | 1014,9 |
| 2018/19 | 23.   | 738,4  |
| 2019/20 | 13.   | 1249,9 |
| 2020/21 | 8.    | 174    |
| 2021/22 | 18.   | 121    |
| 2022/23 | 8.    | 296    |
| 2023/24 | 8.    | 321    |
| 2024/25 | 36.   | 57     |